# Katastrofa kolejowa pod Szczekocinami
Katastrofa kolejowa pod Szczekocinami – czołowe zderzenie pociągu TLK 31101 Brzechwa spółki PKP Intercity relacji Przemyśl Główny – Warszawa Wschodnia z pociągiem interRegio 13126 Jan Matejko spółki Przewozy Regionalne relacji Warszawa Wschodnia – Kraków Główny, do którego doszło 3 marca 2012 roku na linii kolejowej nr 64 w Chałupkach koło Szczekocin w województwie śląskim. W wyniku zderzenia zginęło 16 osób, a 61 zostało rannych.

## Opis zdarzenia

### Pociągi biorące udział w wypadku
interREGIO 13126 „Jan Matejko”
     TLK 31101 „Jan Brzechwa”

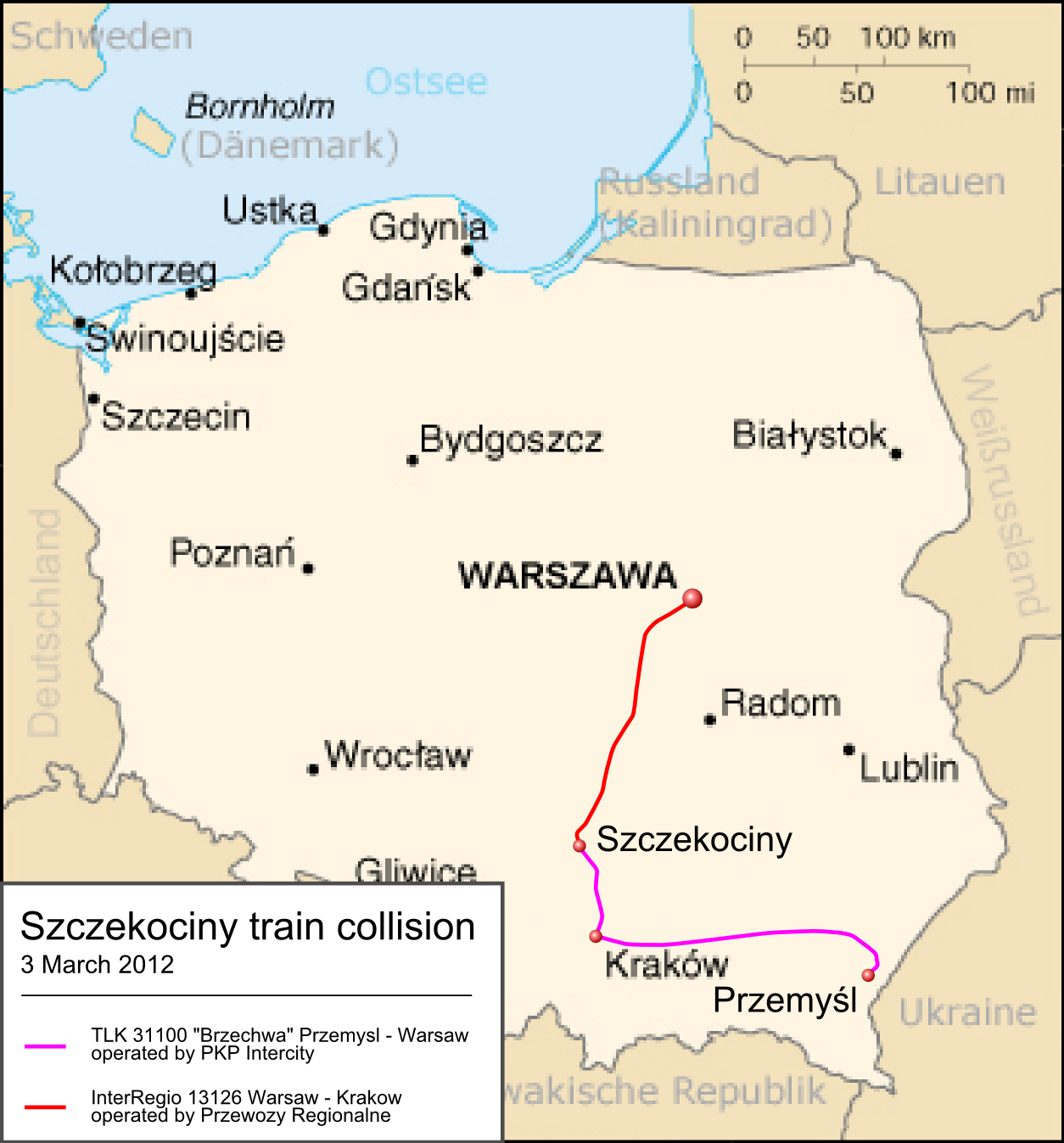
Przebieg tras pociągów do miejsca wypadku
interREGIO 13126 „Jan Matejko”
TLK 31101 „Jan Brzechwa”

W wypadku brały udział dwa pociągi pasażerskie. Pierwszym z nich był TLK 31101 Brzechwa spółki PKP Intercity relacji Przemyśl Główny – Warszawa Wschodnia, zestawiony z 7 wagonów prowadzonych lokomotywą elektryczną EP09-035 przez dwuosobową załogę elektrowozu i dwuosobową drużynę konduktorską. Drugim pociągiem był interRegio 13126 Jan Matejko spółki Przewozy Regionalne relacji Warszawa Wschodnia – Kraków Główny, zestawiony z 4 wagonów prowadzonych lokomotywą elektryczną ET22-1105 przez jednego maszynistę i dwuosobową drużynę konduktorską.

### Przebieg zdarzenia
Tylko staniemy chwileczkę, bo mi, wie pan, rozjazd nie idzie.

Podczas przygotowywania drogi przebiegu dla interRegio 13126 Jan Matejko na posterunku odgałęźnym w Starzynach o godzinie 20:35, dyżurnemu ruchu Andrzejowi N. nie udało się uzyskać pożądanego położenia rozjazdów nr 3 i 4 w położeniu „minus” – które skierowałyby pociąg na tor nr 2 w kierunku Sprowy – z powodu mechanicznej awarii rozjazdu nr 4, o czym poinformował maszynistę interRegio. Po rzekomym sprawdzeniu obu, dyżurny wyświetlił na semaforze sygnał zastępczy, zezwalający Matejce na wyjazd w kierunku Kozłowa. Na rozjeździe nr 4 interRegio pojechał jednak na tor nr 1, co nastąpiło o 20:48.
W tym samym momencie do posterunku odgałęźnego Sprowa zbliżał się od strony Kozłowa pociąg TLK 31101 Brzechwa – z powodu modernizacji sieci trakcyjnej, na tym odcinku ruch prowadzony był dwukierunkowo po torze nr 2. Dyżurna ruchu Jolanta S. przygotowała dla Brzechwy drogę przebiegu pozwalającą na przejazd na tor nr 1 w kierunku Starzyn i wyświetliła na semaforze sygnał zezwalający na jazdę. Jednakże w momencie wjazdu Matejki na tor nr 1 o 20:48, na semaforze pojawił się jednak sygnał S1 Stój ze względu na zajęcie toru przez ten pociąg. Po krótkiej rozmowie z maszynistą Brzechwy przez radiotelefon, dyżurna wyświetliła na semaforze sygnał zastępczy ze wskaźnikiem W24, zaś o 20:52 31101 wyjechał na tor nr 1 w kierunku Starzyn.
Do czołowego zderzenia pociągów doszło około godziny 20:55 na kilometrze 21,250 linii kolejowej nr 64; tuż przed zderzeniem pociąg interRegio zmniejszył prędkość ze 100 km/h do 40 km/h, zaś TLK – ze 118 km/h do 98 km/h. Całkowitemu zniszczeniu uległy obie lokomotywy i 4 wagony, zaś uszkodzonych zostało 7 wagonów z obu składów. W wyniku wypadku zginęło 16 osób – trzej maszyniści, drużyna konduktorska Matejki, oraz 11 pasażerów z obu pociągów – zaś 61 zostało rannych. Dwie ofiary śmiertelne pochodziły ze Stanów Zjednoczonych i Rosji.

## Akcja ratunkowa

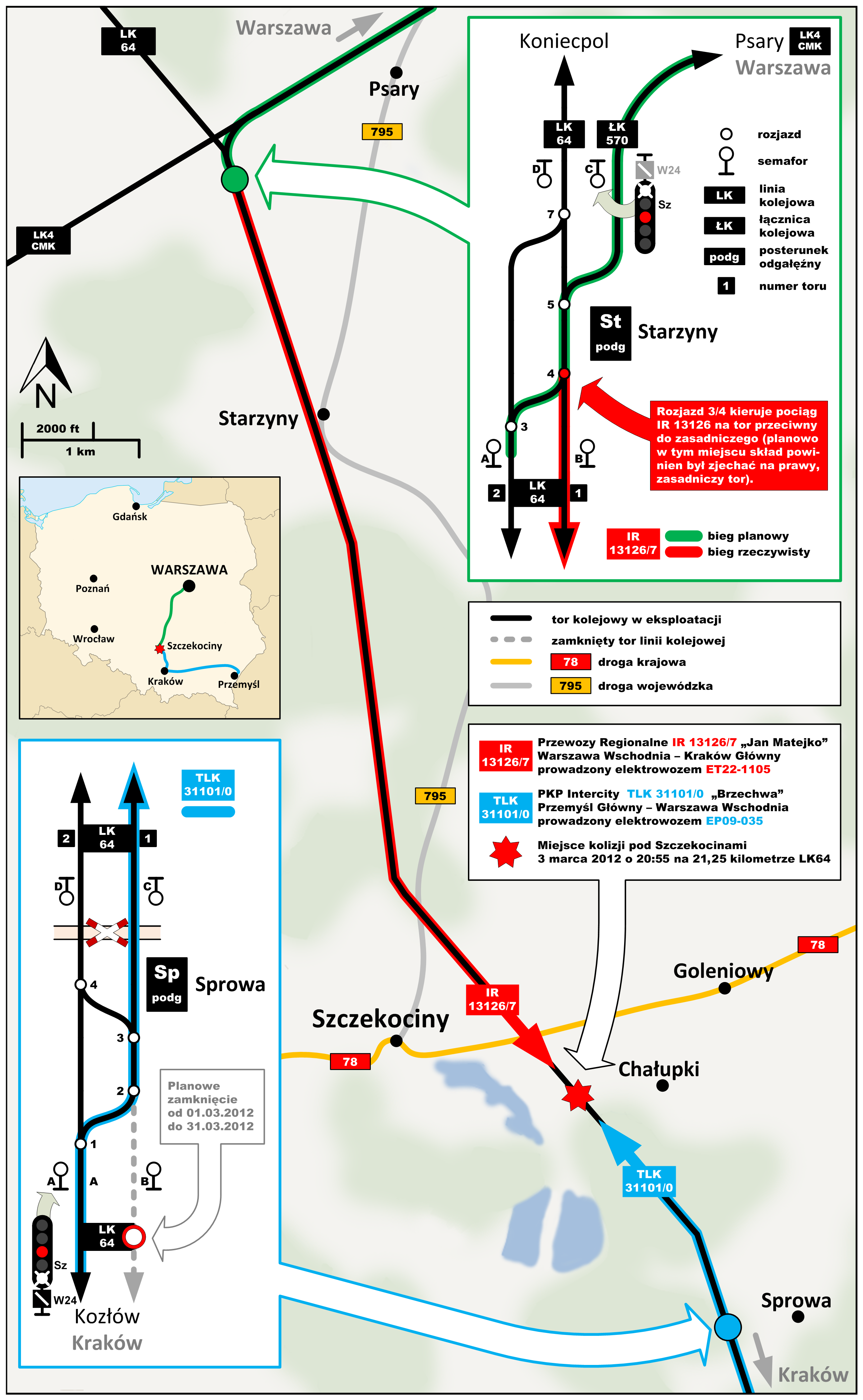
Infografika dotycząca przebiegu zderzenia czołowego, obejmująca odcinek linii kolejowej nr 64 między Sprową i Starzynami

Pierwsi na miejscu katastrofy, po kilku minutach, pojawili się mieszkańcy okolicznych wiosek, próbujący ratować i pomagać w działaniach policji i służb ratunkowych. W akcji uczestniczyło 450 strażaków z 4 województw, 300 policjantów, funkcjonariusze Straży Ochrony Kolei, ochotnicy, ponadto użyto 35 samochodów ratownictwa technicznego, 2 śmigłowce ratunkowe i 13 psów, a także pociąg ratunkowy oraz wóz zabezpieczenia technicznego, potocznie nazywany „czołgiem kolejowym”. W akcji wzięło udział 40 zespołów ratownictwa medycznego: 18 specjalistycznych, 22 podstawowe i dodatkowo 4 karetki transportowo-lekarskie. Poszkodowanych odwożono do 16 szpitali (w 14 miejscowościach).
W akcji ratunkowej brali też udział lżej ranni pasażerowie pociągów oraz ludzie z pobliskiej wsi Chałupki, którzy dotarli na miejsce wypadku jako pierwsi – pomoc polegała na wsparciu psychicznym i fizycznym, jak również uwalnianiu poszkodowanych z wraków pociągów, a na miejsce wypadku przynosili koce, jedzenie i napoje dla poszkodowanych oraz dla służb ratunkowych.
Polski Czerwony Krzyż skierował do akcji ratunkowej pod Szczekocinami dwie Grupy Ratownictwa PCK: Będzin (7 ratowników, 2 ambulanse) i Kielce (5 ratowników, 1 ambulans).

## Przyczyny wypadku

### Ustalenia Państwowej Komisji Badania Wypadków Kolejowych
Postępowanie wyjaśniające przyczyny katastrofy prowadziła początkowo komisja kolejowa pod kierownictwem Przewodniczącego Państwowej Komisji Badania Wypadków Kolejowych Tadeusza Rysia, składająca się z pracowników PKP Polskich Linii Kolejowych, PKP Intercity oraz Przewozów Regionalnych. 20 marca 2012 roku przejął je zespół powypadkowy PKBWK.
W raporcie opublikowanym 15 lutego 2013 roku, Komisja jako przyczynę bezpośrednią wskazała wyprawienie przez dyżurnego ze Starzyn pociągu interRegio 13126 Jan Matejko na sygnał zastępczy na tor 1 w nieprawidłowy sposób i wyprawienie przez dyżurnego ruchu posterunku Sprowa pociągu TLK Brzechwa na sygnał zastępczy na zajęty tor szlakowy. Jako przyczynę pierwotną wskazano niezastosowanie przez Andrzeja N. przepisów wewnętrznych dotyczących postępowania w przypadku braku możliwości przełożenia rozjazdu nr 4 z poziomu nastawni. Wśród przyczyn pośrednich znalazły się z kolei nieprawidłowe działania obsługi posterunków w Starzynach i w Sprowie, nieprawidłowości w nadzorze nad pracą posterunków ruchu i drużyn pociągowych, a także zatajenie incydentu, do którego doszło w Starzynach dzień przed katastrofą.
Obsada posterunku Sprowa pracowała wcześniej na posterunku Węgrzynów Stary. Do czasu otwarcia nowego posterunku – co nastąpiło wraz z zamknięciem Węgrzynowa – polegało głównie na pracy z symulatorem systemu, który miał się pojawić na nowym posterunku. W październiku 2011 roku przez tydzień znajdował się on w Sędziszowie, a potem na nastawni w Węgrzynowie, gdzie obsługa nastawni korzystała z niego między obsługiwanymi pociągami.

### Ustalenia Bartosza Jakubowskiego
W wydanej w 2022 roku książce Bartosz Jakubowski wskazał na poważne wady dokumentów PKP PLK w 2012 roku. Instrukcja o prowadzeniu ruchu pociągów Ir-1 nie przewidywała zarówno niewykazania przez urządzenia sterowania ruchem kolejowym zwolnienia toru pomimo zjazdu z niego pociągu, ani zmiany sygnału na semaforze na Stój z powodu zajęcia toru przez inny skład. Brakowało również instrukcji obsługi blokady liniowej dla odcinka Sprowa – Starzyny. Wątpliwości budziło również m.in. upoważnienie dla Jolanty S. na obsługę posterunku Sprowa, które wydano na nieaktualnym druku, czy rejestry egzaminów dyżurnej oraz Andrzeja N.

## Po katastrofie
Sprawa karna dotycząca katastrofy kolejowej pod Szczekocinami toczyła się przed Sądem Okręgowym w Częstochowie. Oskarżonymi o spowodowanie wypadku byli dyżurni ruchu, Andrzej N. i Jolanta S., zaś oskarżycielem posiłkowym został dawny pracodawca oskarżonych – spółka PKP Polskie Linie Kolejowe, którą reprezentował Zbigniew Ćwiąkalski. W wyroku z 15 lipca 2016 roku zostali skazani na kary pozbawienia wolności – w przypadku dyżurnego ze Starzyn były to 4 lata, zaś w przypadku dyżurnej ze Sprowy – 2,5 roku. Zostały one podwyższone przez Sąd Apelacyjny w Katowicach odpowiednio do 6 lat i 3,5 roku pozbawienia wolności.
Skarga kasacyjna wystosowana przez obrońcę Jolanty S. została oddalona przez Sąd Najwyższy. Wniosek o ułaskawienie nie został zaakceptowany przez urzędującego prezydenta, Andrzeja Dudę. Po skróceniu wyroku pod warunkiem podjęcia pracy zawodowej wyjechała z Polski.
30 lipca 2019 roku pod Złocieńcem doszło do incydentu, w którym na jednym torze znalazły się dwa pociągi. Raport PKBWK dotyczący tego zdarzenia wykazywał zbieżność przyczyn z katastrofą pod Szczekocinami – wypadku uniknięto dzięki dobrej widoczności i użyciu Radio-Stopu. Do incydentu miało doprowadzić nieprzestrzeganie przez PKP Polskie Linie Kolejowe zaleceń wydanych przez PKBWK po katastrofie z 2012 roku.
Wielu pasażerów, którzy przeżyli katastrofę, zmagało się z problemami psychicznymi i zespołem stresu pourazowego. Nie wszyscy otrzymali pomoc psychologiczną, którą obiecano po katastrofie.

## Reakcje na katastrofę

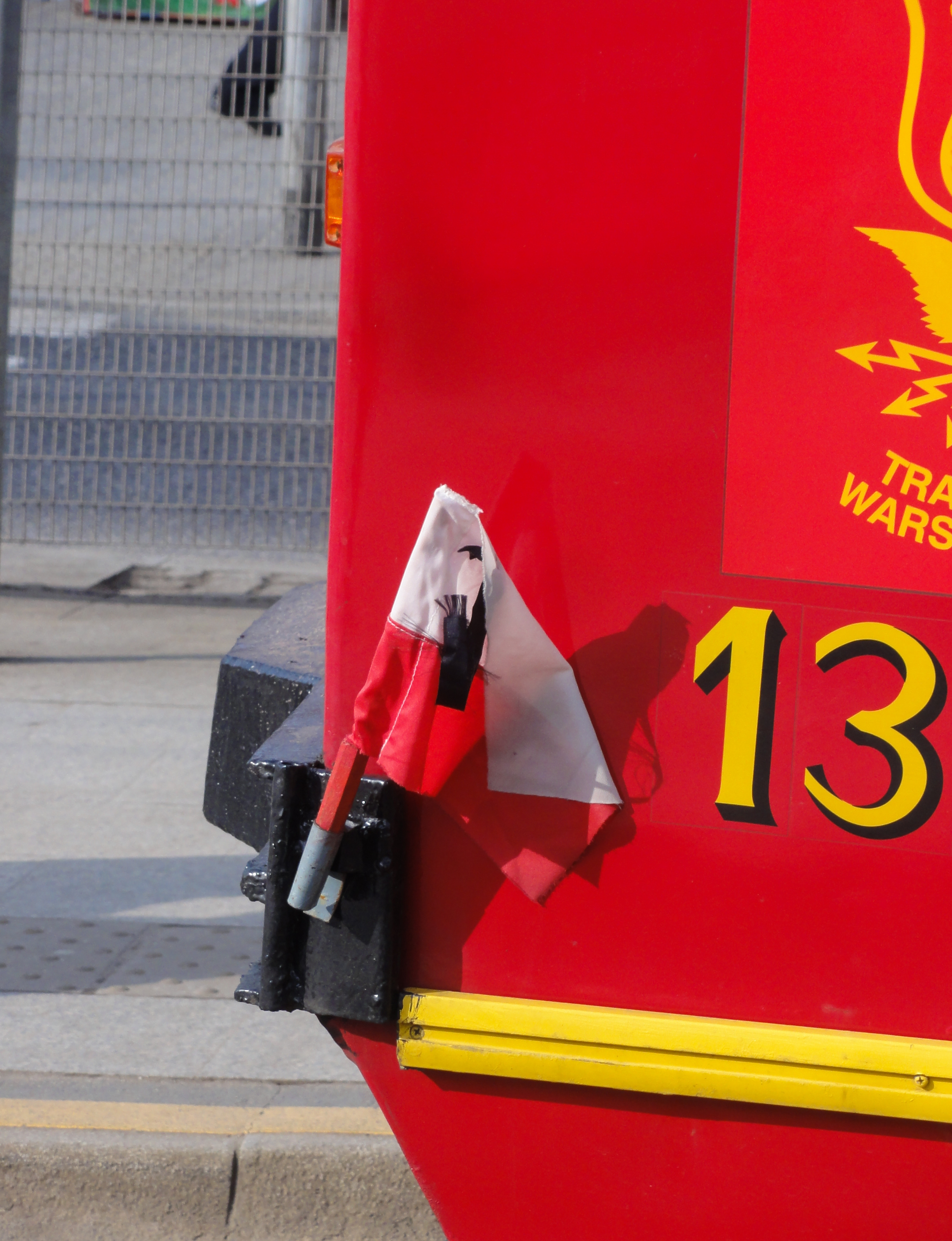
Polska flaga wraz z kirem umieszczona na jednym z warszawskich tramwajów w trakcie obowiązywania żałoby narodowej po katastrofie pod Szczekocinami (6 marca 2012)

### Władze i instytucje pozarządowe
Na miejsce katastrofy przybyli m.in. premier Donald Tusk, ministrowie Jacek Cichocki, Bartosz Arłukowicz, Sławomir Nowak oraz prezydent Bronisław Komorowski, który ogłosił żałobę narodową obowiązującą w dniach 5 i 6 marca 2012 roku.
Kondolencje dla bliskich ofiar katastrofy skierowała marszałek Sejmu Ewa Kopacz. Prezydium Konferencji Episkopatu Polski wydało komunikat, w którym przesłało wyrazy współczucia.

### Reakcje międzynarodowe
W związku z katastrofą kondolencje wystosowali prezydenci: Słowacji Ivan Gašparovič, Kazachstanu Nursułtan Nazarbajew, Ukrainy Wiktor Janukowicz, Czech Václav Klaus, Białorusi Alaksandr Łukaszenka, Austrii Heinz Fischer, Węgier Pál Schmitt i premier Viktor Orbán, kanclerz Niemiec Angela Merkel oraz niemiecki minister spraw zagranicznych Guido Westerwelle, premier Wielkiej Brytanii David Cameron, francuski minister spraw zagranicznych Alain Juppé, przewodniczący Komisji Europejskiej José Manuel Barroso oraz papież Benedykt XVI – za pośrednictwem Sekretarza Stanu Stolicy Apostolskiej kard. Tarcisio Bertone. Papież modlił się również za ofiary katastrofy podczas audiencji generalnej w Watykanie.
Prezydent Stanów Zjednoczonych Barack Obama złożył Polsce wyrazy współczucia z powodu katastrofy kolejowej i w imieniu rządu USA, zaoferował pomoc.

## Upamiętnienie
W miejscu wypadku na słupie średniego napięcia powiewa polska flaga upamiętniająca ofiary. W każdą rocznicę w miejscu wypadku kolejarze upamiętniają to wydarzenie. Pociągi w rocznicę wypadku zwalniają w tym miejscu, kolejarze natomiast używają syreny dla uczczenia pamięci swoich kolegów oraz innych ofiar wypadku.
Pod koniec października 2012 roku odsłonięto pomnik pamięci ofiar katastrofy w Chałupkach, na terenie której doszło do katastrofy.
W 2013 roku mieszkańcy Chałupek uhonorowani zostali Nagrodą im. Jana Rodowicza „Anody” w dowód uznania za bohaterstwo w pomocy ofiarom katastrofy.